# Serif Europe
Serif (Europe) Ltd. (conocida como Roleage Ltd. antes de 1988) es una subsidiaria de Canva, y una desarrolladora y editora de software británica, más conocido por su software de diseño gráfico profesional, edición de fotografías y de autoedición, Affinity. La empresa entrega productos directamente a los consumidores a través del sitio web y su centro de contacto, así como a través de otros varios minoristas.

## Historia
Serif fue fundada en 1987 por un pequeño equipo de ingenieros de software, con el objetivo de crear alternativas que tuvieran un menor costo que los paquetes de software de autoedición existentes que utilizan el software de Microsoft Windows.
El primer producto de Serif que fue lanzado se llamó PageStar: un programa de bajo precio para creación de publicidad hecho para Windows 2.0. Este se amplió con su continuación, PagePlus (originalmente para Windows 3.0).
En 1996, Serif fue adquirida por la empresa estadounidense Vizacom (antes conocida como Allegro New Media); sin embargo, esta fue vendida nuevamente a la gerencia de Serif en 2001.
El sucesor de su producto DrawPlus, Affinity Designer (un paquete de diseño y arte vectorial), se lanzó en 2014 para macOS. Fue el primer producto de Serif para macOS y fue escrito desde cero específicamente para este. En 2015, se lanzó el segundo producto de Affinity (y sucesor de PhotoPlus), Affinity Photo (un paquete de diseño y edición de fotografías). 